# Walter Kummer

Walter Kummer (ca. 1920)

Walter Kummer (* 10. August 1875 in Bern; † 9. März 1962 in Zürich; heimatberechtigt in Höchstetten BE) war ein Maschinenbauingenieur, Chemiker und Hochschullehrer.

## Leben
Walter Kummer, Sohn des Johann Jakob Kummer, heiratete 1905 die aus Bäretswil stammende Ida Schmid, Tochter des Ignaz. Von 1893 bis 1897 absolvierte er ein Maschinenbau- und Elektrotechnikstudium am Eidgenössischen Polytechnikum Zürich. Im Jahre 1897 erlangte er das Diplom des Maschineningenieurs und 1898 promovierte (Dr. phil.) er an der Universität Zürich.

## Schaffen
Zwischen 1899 und 1907 arbeitete Kummer bei der BBC in Baden und der Maschinenfabrik Oerlikon (MFO). Im Jahre 1908 folgte die Habilitation. Von 1908 bis 1912 war er als Privatdozent und von 1912 bis 1940 als Professor der Maschinenlehre an der ETH Zürich tätig. Kummers besonderes Engagement galt der Elektrifizierung des schweizerischen Eisenbahnnetzes durch Einsatz von zusätzlichen Wasserkraftwerken.

## Werke (Auswahl)
- Experimentelle Untersuchungen über die Magnetisierung des Eisens durch sehr kleine Kräfte. Haller, Bern 1898. (Diss. Phil. Univ. Zürich).
- Die Maschinenlehre der elektrischen Zugförderung: Eine Einführung für Studierende und Ingenieure. Springer, Berlin/Heidelberg 1915, ISBN 3-662-43145-9. Band 1: Ausrüstung der elektrischen Fahrzeuge. 1915. (2., umgearb. Aufl., 1925). Band 2: Die Energieverteilung für elektrische Bahnen. 1920.
- Das physikalische Verhalten der Maschinen im Betrieb. Eine kurzgefasste Darstellung. H.R. Sauerländer, Aarau 1937.